# Anna Diop
Anna Diop ou Mame Anna Diop est une actrice américaine d'origine sénégalaise, née le 6 février 1988 à Dakar. Elle fait partie des acteurs afro-américains les plus prisés à Hollywood, aux États-Unis d'Amérique.
Elle se fait connaître par le rôle de Starfire (Koriand'r) dans la série télévisée fantastique Titans.

## Biographie

### Enfance
Avec ses parents Sénégalais, Anna Diop émigre aux États-Unis dès l'âge de six ans. Elle grandit à Houston, au Texas. Elle apprend et se perfectionne en anglais grâce à la série Three's Company. Elle développe ainsi un intérêt dans le jeu d'acteur. 
C'est à 16 ans, durant l'été, qu'elle décide de se rendre seule à New York afin de tenter sa chance dans le cinéma. Son voyage ne sera pas vain, car elle y rencontre un agent artistique qui l'encourage à se tourner vers Houston à Los Angeles pour multiplier ses chances d'avoir un rôle. 
Lors d'une interview, elle dévoile que son amour pour le jeu d'acteur provient d'une anecdote. En effet, Anna a retrouvé le scénario d'une proche amie de sa famille. Cette dernière l'avait oublié chez elle et elle en a profité pour le lire et même s'attacher aux personnages. En voyant l'histoire dans sa tête, la jeune Anna a commencé à jouer. 

### Carrière
Entre 2006 et 2008, elle fait ses débuts à la télévision en apparaissant dans quatre épisodes de la série télévisée Tout le monde déteste Chris. Elle y a le rôle de Diedra.  
Elle joue aussi, le temps d'un épisode, dans des séries comme Retour à Lincoln Heights, Whitney, Southland, Touch. 
En 2015, elle tient l'un des rôles principaux de la série surnaturelle The Messengers, arrêtée prématurément, faute d'audiences. Après une apparition dans Quantico, elle retrouve un rôle régulier pour Greenleaf.
Entre 2016 et 2017, elle fait partie de la distribution principale de la série dérivée 24: Legacy dans laquelle elle tient le rôle de Nicole Carter aux côtés de Corey Hawkins.
En 2017, elle fait partie de la distribution du drame horrifique Les Heures retrouvées réalisé par Karen Moncrieff aux côtés de Carrie Coon et Lee Pace, un film indépendant récompensé lors du Festival du film de Los Angeles. 
En juillet 2018, elle est annoncée au casting du second film de Jordan Peele, Us. La même année, elle devient la première actrice à prêter ses traits au personnage DC Comics, Starfire, pour la série télévisée fantastique Titans. Le choix d'engager une actrice noire pour jouer un personnage de couleur orange dans les comics, crée une large controverse qui pousse l'actrice, victime de critiques racistes, à désactiver un temps les commentaires sur son compte Instagram,. Cette polémique ne nuit pas à la série qui est un succès et est renouvelée pour une seconde saison.  

### Vie privée
Elle soutient l'éducation des enfants, et a travaillé, pendant trois ans, à l'American Institute for Prevention of Blindness, qui participe, notamment, à la mise en place d'une bibliothèque avec assistance technique par ordinateur, afin d'aider les enfants aveugles de la St. Oda School de Masengo, au Kenya. Elle est aussi membre de l'organisme Hippo Life, qui contribue, avec des écoles de Los Angeles, à partager les histoires d'enfants au travers des arts.

## Filmographie

### Cinéma

#### Courts métrages
- 2011 : Second Date Roxy de Phuong Hoang : Layla Tase
- 2013 : While Expecting Cassius de J. Xavier Velasco : Angela
- 2013 : Double Negative de Pierce Minor : Laila

#### Longs métrages
- 2013 : The Moment de Jane Weinstock : Hawa
- 2016 : Message from the King de Fabrice Du Welz : Becca
- 2017 : Les Heures retrouvées (The Keeping Hours) de Karen Moncrieff : Kate
- 2019 : Us de Jordan Peele : Rayna Thomas / Eartha
- 2021 : Something About Her de Carl Colpaert : Anna
- 2022 : Nanny de Nikyatu Jusu : Aisha
- 2024 : The Book of Clarence de Jeymes Samuel
- 2025 : The Man In My Basement de Nadia Latif : Narciss Gully

### Télévision

#### Téléfilms
- 2013 : Mingle d'Healy Lange : Jennie

#### Séries télévisées
- 2006 - 2008 : Tout le monde déteste Chris : Diedra (4 épisodes)
- 2007 : Retour à Lincoln Heights : Sharon (1 épisode)
- 2011 : Whitney : serveuse (1 épisode)
- 2012 : Southland : une fille (1 épisode)
- 2013 : Touch : Lila James (1 épisode)
- 2015 : The Messengers : Rose Arvale (13 épisodes)
- 2015 : Quantico : Mia  (saison 1, épisodes 5 et 8)
- 2016 : Greenleaf : Isabel (9 épisodes)
- 2016 - 2017 : 24 Heures : Legacy (24: Legacy) : Nicole Carter (12 épisodes)
- 2018 : Harry Bosch : Zealy (6 épisodes)
- 2018-2023 : Titans : Koriand'r / Kory Anders / Starfire
- 2020 : Legends of Tomorrow (DC's Legends of Tomorrow) : Koriand'r / Kory Anders / Starfire (saison 5, épisode 1 - crossover Crisis on Infinite Earths)